# 吳慶堂
吳慶堂（1942年9月28日—），出生於臺灣臺南，是前國民大會代表、臺灣出版業者、多所學校擁有人及慈善家。吳慶堂先生目前擁有全台灣最大之私立高中職學校，也是中華民國教育史上最年輕的創校人。妻子王美只曾列名於國民黨2012年立法委員選舉不分區立委名單。倆人目前分別為台北/台南 康寧大學、桃園啟英高中、治平高中董事長。吳慶堂畢業於嘉義高商和美國西海岸大學教育學系，前者為當時台灣南部較著名之職業學校。
在社會服務方面，吳慶堂曾多次因為在教育上的投入而被媒體冠以包括「教育首善」、「教育巨擘」等稱呼，並曾經有計畫性的承接多所學校校務。在慈善方面，吳慶堂與妻子皆在許多慈善基金會擔任領導性職務，包括慶美社會福利慈善事業基金會、台南縣表揚好人好事運動協會、台南縣生命線協會常務理事等。吳早期在政治參與上相當活躍，曾經擔任無黨團結聯盟籍國民大會代表和其他職務。

## 簡歷
吳慶堂出身貧寒家庭，6歲時喪父，吳慶堂與其胞妹、胞弟由母親扶養長大。據其口述，吳慶堂在童稚時經常揹著擔子至近的夜市或廟會賣東西。並在買賣過程中，發覺對邏輯思考和算術的興趣，通過珠算檢定十段認證，在校成績也維持前段。自後壁中學初中部畢業後，吳慶堂選擇北上就讀嘉義高商。1964年，吳慶堂取得教師資格，開始在補習班教授數學。隨後，吳慶堂開立慶堂出版社，編印珠算等商用教材，其教科書行銷全國各職校。1969年，吳慶堂在台南開辦了新榮高中，是當時台灣教育史上最年輕的創校人。2001年，吳慶堂與張萬利因為涉及景文高中、景文技術學院之董事席位買賣事件，多次進出法庭，形象受損。。此次弊案涉及金額至今仍是台灣歷史上最高。
吳慶堂在2005年8月5日接任啟英高中的董事長 ，2011年就任治平高中董事長。至此吳慶堂擁有全國最大之私立中學教育體系，時兩校教職員生人數高達一萬五千餘人。吳慶堂對學校經營頗為著墨，並利用高額獎助學金、嚴格軍事化管理方式，吸引學生。吳慶堂並開創「孝親假」，提供教職員工福利，為全台首例。在2010 年，時任中華民國總統馬英九在時教育部部長吳清基陪同下，訪視私立啟英高中，並於校訓「啟迪英才、奉獻社會」簽名嘉勉，由吳慶堂親自受頒。
同年，跆拳道國手楊淑君因為2010年亞洲運動會跆拳道爭議事件而被迫中止比賽，後來吳慶堂夫婦幫政府捐300萬元作為其獎金。當時的教育部長吳清基在告知兩人雖然政府有意頒發獎金給楊淑君，但資格審查方面有問題，夫妻倆得知後遂匿名捐出300萬元作為獎金，後來在吳敦義和吳清基分別在出席「慶美基金會」和啟英、治平兩校清寒獎學金的場合時公開提起此事，才使兩人捐款一事為人所知。
2017年，國語日報社董事長林昭賢認為包括吳慶堂在內的4名董事因兩次以上未到董事會開會，視同辭職、喪失董事資格卻仍不退位，向法院提出民事訴訟。之後，四名董事之一、中研院院士曾永義澄清此與對公司章程之誤解有關。

## 學經歷
- 康寧學校財團法人康寧大學董事長[18] [19]
- 桃園市私立啟英高級中學董事長

- 桃園市私立治平高級中學董事長

- 河南財經學院成功學院董事長 [20] [21]
- 中華民國農經發展協會理事長
- 救國團台南縣團務指導委員會主任委員
- 台南縣家庭扶助中心主任委員
- 財團法人台南縣文化基金會董事
- 財團法人南瀛社會福利慈善事業基金會董事
- 國立嘉義高級商業職業學校校友會理事長
- 台南縣表揚好人好事運動協會副理事長
- 台南縣生命線協會常務理事
- 財團法人台南縣私立慶美社會福利基金會創辦人[22]
- 台灣海峽兩岸經建文教交流促進會理事
- 國民大會代表[23]
- 苗栗縣私立賢德工商職業學校董事

- 南京市高淳區淳輝高級中學董事 [24]

## 相關報導
2015年5月，吳慶堂擔任董事長的治平高中為接待鄰里長，要求該校學生前一日停課練習「董事長好！」「貴賓好！」等問安語，引起部分學生不滿。依據新聞報導，有家長認為此舉「影響受教權又淪招生表演工具」，吳慶堂隨後對於有造成社會觀感不佳出面道歉並承諾改進。事後校方透過校內通知單證實該事件乃是被一名瀆職員工向媒體投訴，非學生家長所為。
同年，吳在2015年向桃園市長鄭文燦表示他將「無償」把校產50億元的啟英高中全數捐給桃園市政府; 把現有教職員工納入公務體系。另外吳慶堂表示校產約30億元的治平高中也可捐出。桃園市政府將按照規定評估來接管適法性及處理方式。